# قانون دبلوماسي
يعتبر القانون الدبلوماسي أحد مجالات القانون الدولي التي تتحكم في عمل البعثات الدبلوماسية الدائمة والمؤقتة. وأحد المفاهيم الأساسية للقانون الدبلوماسي هو مفهوم الحصانة الدبلوماسية والذي يشتق من حصانة الدولة.
والعناصر الرئيسية للقانون الدبلوماسي هي حصانة فريق العمل الدبلوماسي، وحصانة البعثة الدبلوماسية ومقراتها، وأمن المراسلات والحقائب الدبلوماسية. ومن القضايا الشهيرة المتعلقة بانتهاك القوانين الدبلوماسية أزمة رهائن إيران التي حدثت عام 1979، وإطلاق النار على شرطية بريطانية من السفارة الليبية في لندن عام 1984، واكتشاف وزير نيجيري سابق في صندوق شحن دبلوماسي بمطار ستانستيد عام 1984.
ويعتبر أيضًا مبدأ مقبولًا بالقانون الدولي العرفي ومعترفًا به بين الدول باعتباره أمرًا عمليًا. وتلتزم الدول غالبًا بالقانون الدولي لأنه يقوم على أساس المعاملة بالمثل. فعلى سبيل المثال، إذا ما قامت دولة بطرد الدبلوماسيين التابعين لدولة محددة، فإن الدولة الأخرى غالبًا ما تقوم بطرد الدبلوماسيين التابعين للدولة الأخرى.

## أصل وتعريف معنى الدبلوماسية
يمكن إرجاع هذا المصطلح إلى اليونان القديمة. تشير الدبلوماسية إلى الوثائق والمعاهدات المبرمة بين الطرفين، وفي هذه الحقبة تنتشر الدبلوماسية في العلاقات الدولية لتوحيد البلدين وربطهما في جميع الالتزامات المتبادلة بين البلدين المتمتعين بالحكم الذاتي، مما يجعل الدبلوماسية عنصراً هاماً في السياسة الدولية.[بحاجة لمصدر]